# Nyang'oma Kogelo
Nyang'oma Kogelo, också känt som Kogelo, är en by i distriktet Siaya, Nyanzaprovinsen, Kenya. Den är belägen nära ekvatorn, 60 kilometer väst-nordväst om Kisumu, den provinsiella huvudstaden. Det är en landsbygdsby där de flesta invånarna lever på småskaligt jordbruk. 
Kogelo har ett köpcentrum med butiker och en bar. Sedan 2006 har byn fått internationell uppmärksamhet eftersom den är hemmaort för Barack Obama Sr., far till den dåvarande presidenten i USA, Barack Obama. Barack Obama Sr. är begravd i byn. En del av Obamas familjemedlemmar, inklusive hans styvfarmor Sarah Obama, bor fortfarande i byn. 